# Wandsbeker Männer-Turnverein von 1872
Der Wandsbeker Männer-Turnverein von 1872, oft nur als Wandsbek 72 bezeichnet, war ein Sportverein, der 1872 in der damals selbständigen Stadt Wandsbek als Abspaltung des Wandsbeker Turnerbundes von 1861 gegründet wurde und 2014 im Wandsbeker TSV Concordia aufging. Seit den 1950er Jahren war er im Stadtteil Tonndorf beheimatet. Seine größten sportlichen Erfolge erzielte er im Handball: Die erste Frauen-Mannschaft spielte von 1993 bis 1998 in der 2. Bundesliga Nord.

## Geschichte
Im Januar 1861 wurde mit dem bis heute existierenden Wandsbeker Turnerbund von 1861 der erste Turnverein im holsteinischen Flecken Wandsbeck (damalige Schreibweise) gegründet. Nur elf Jahre später, Wandsbeck war inzwischen Stadt geworden, kam es zur Spaltung des Vereins und neun WTB-Mitglieder gründeten am 12. September 1872 den Wandsbeker Männer Turn-Verein. Wie der Name andeutet, durften zunächst nur Männer ab einem Alter von 18 Jahren Mitglied des neuen Vereins werden. Diese Einschränkung wurde aber bereits nach wenigen Jahren aufgegeben, so dass noch im 19. Jahrhundert auch Frauen sowie Jugendliche und Kinder aufgenommen wurden. Geturnt wurde zunächst in Tanzsälen sowie unter freiem Himmel. Als 1874 eine städtische Turnhalle auf dem Lärmberg, die Straße gibt es heute nicht mehr, gebaut wurde, konnten auch die beiden Wandsbeker Vereine, der WTB und der MTV, diese gegen Geldentschädigung nutzen. Die Halle wurde bis zu ihrer Zerstörung im Juli 1943 von Wandsbek 72 genutzt, während der WTB 61 seit 1895 eine vereinseigene Turnhalle in der Kneesestraße besitzt. 1881 spaltete sich die Wandsbeker Turnerschaft vom Männerturnverein ab. Diese gehörte später als FTSV Wandsbek der Arbeitersportbewegung an und war Keimzelle des TuS Wandsbek 81, aus dem über mehrere Fusionen 2000 der TSV Wandsbek-Jenfeld wurde.
Bereits fünf Jahre nach Gründung des Vereins wurde ein Spielmannszug gegründet, der bis 1939 bestand und die Teilnahme an Turnfesten sowie Wanderungen und gesellige Veranstaltungen des Vereins musikalisch begleitete. Neben dem Turnen und der Gymnastik als Hauptsportarten wurden schon früh auch Faust- und Schlagball betrieben. 1922 wurde eine Handballabteilung gegründet; Wandsbek 72 war damit einer der ersten Vereine im Hamburger Raum, der diese relativ neue Sportart anbot. Gespielt wurde das damalige Feldhandball vorwiegend auf dem Sportplatz Friedrichshöh in der Walddörferstraße, wo heute der TSV Wandsetal seine Fußballspiele austrägt.
Im Zweiten Weltkrieg kam das Vereinsleben – insbesondere nach den verheerenden Bombenangriffen im Juli 1943, bei denen auch die Turnhalle auf dem Lärmberg zerstört wurde – praktisch zum Erliegen. Viele der männlichen Mitglieder waren im Krieg gefallen oder in Gefangenschaft geraten. Andere Männer, Frauen und Kinder waren bei den Bombenangriffen ums Leben gekommen, die Überlebenden häufig als Butenhamburger ins Umland evakuiert worden. Da viele der ausgebombten Mitglieder nach dem Krieg in den neuen Siedlungen in Tonndorf ihre Heimat fanden, orientierte der Klub sich auch mit seinem Sportangebot in diesen schnell wachsenden Stadtteil (bei der Eingemeindung Wandsbeks nach Hamburg 1937 hatte Tonndorf weniger als 3.000 Einwohner, 1950 waren es schon 13.000) und nutzte fortan die Schulturnhalle am Sonnenweg und ab 1956 die Turnhalle und den Sportplatz an der Küperkoppel. Neben der traditionellen Turnabteilung und der Handballabteilung, die schnell wieder nach dem Krieg entstanden, wurde 1960 eine Tischtennisabteilung gegründet, die aber zunächst 1968 wieder einschlief. 1970 erfolgte deren Neugründung. Ab 1995 bildete Wandsbek 72 eine Spielgemeinschaft mit dem SSV Grün-Weiß Kiebitz unter dem Namen TTSG KieWa 72, die vor allem Nachwuchsbereich große Erfolge erzielte und mehrere Hamburger Mannschaftsmeistertitel im Jugend- und Schülerbereich erreichte. Ebenfalls 1970 wurde eine Skatabteilung ins Leben gerufen, die aber nicht von Dauer war und erst 1985 neu begründet werden konnte. Als jüngste Abteilung war 1996 eine Taekwondo-Abteilung gebildet worden. Nachdem die Mitgliederzahlen geringer wurden – die Tischtennisabteilung löste sich z. B. Anfang des 21. Jahrhunderts auf, als sich die meisten Mitglieder mit dem SSV Grün-Weiß Kiebitz dem Bramfelder SV angeschlossen hatten – trat der Wandsbeker Männerturnverein von 1872 am 25. April 2014 dem Wandsbeker TSV Concordia bei, der im Vorjahr aus einer Fusion des SC Concordia Hamburg mit dem TSV Wandsbek-Jenfeld entstanden war. Somit war auch die Vereinsspaltung aus dem Jahr 1881 nach über 130 Jahren wieder rückgängig gemacht.

## Turnen
Traditionelle Sportart des Vereins war – wie bereits der Name andeutet – das Turnen. Bis zum Zweiten Weltkrieg wurde insbesondere auch für die Turnfeste auf Kreis-, Gau- und Reichsebene geübt, wo dann die Wettkämpfe im Gerätturnen stattfanden aber auch Schauturnen durchgeführt wurden. Es wurden aber z. B. auch jährliche Bühnen-Schauturnen im Wandsbeker Stadttheater und Maskenball-Turnen aufgeführt. Dazu kam die turnerische Grundausbildung von Kindern und Jugendlichen durch Übungsleiter oder Turnlehrer.
Auch nach dem Krieg war die Jugendarbeit einer der Schwerpunkte der turnerischen Betätigung. Aber auch im Leistungsbereich war Wandsbek 72 erfolgreich und erreichte vor allem im Bereich der weiblichen Jugend viele Medaillen auf Hamburger Ebene.

## Handball
Bereits in der Weimarer Zeit gegründet, war die Handball-Abteilung die erfolgreichste Sparte des Vereins. Zunächst wurde Feldhandball gespielt. Die Frauen spielten bereits Anfang der 1960er Jahre in der Stadtliga. Noch Ende der 1960er Jahre gelang der 1. Herren-Mannschaft der Aufstieg in die I. Division, damals die höchste Spielklasse in Hamburg, auf dem Großfeld. Ab den 1960er Jahren verlagerte sich das Geschehen zunehmend in die Halle. Auch dort spielten die Damen und die Herren des Klubs überwiegend in der höchsten Hamburger Spielklasse, inzwischen Oberliga genannt. 1977 gelang der ersten Damen-Mannschaft erstmals der Aufstieg in die drittklassige Regionalliga. Bis Anfang der 1980er Jahre pendelte die Mannschaft zwischen Regionalliga und Oberliga, bevor von 1982 bis 1992 zehn ununterbrochene Jahre in der Regionalliga folgten. In der Spielzeit 1991/92 gewann die Mannschaft erstmals den Hamburger Pokalwettbewerb und stieg 1993 in die 2. Bundesliga auf, wo sie sich bis 1998 halten konnte. Beste Platzierung war ein fünfter Platz in der Premierensaison 1993/94.